# Psychisch-Kranken-Hilfe-Gesetz (Hessen)
Das Psychisch-Kranken-Hilfe-Gesetz regelt die Unterbringung, Zwangsbehandlung sowie die Rechtsstellung und Behandlung untergebrachter Personen im Land Hessen.
Auf der Basis des Gesetzes gibt es Besuchskommissionen, die überprüfen, ob die mit der Unterbringung der Betroffenen verbundenen Aufgaben der psychiatrischen Krankenhäuser erfüllt werden.
Das Psychisch-Kranken-Hilfe-Gesetz löste das Gesetz über die Entziehung der Freiheit geisteskranker, geistesschwacher, rauschgift- oder alkoholsüchtiger Personen vom 19. Mai 1952 ab. Das PsychKHG ist befristet bis zum 31. Dezember 2021.
Am 14. Dezember 2021 hat der Hessische Landtag die Novellierung dieses Gesetzes und das Maßregelvollzugsgesetz verabschiedet, sie treten am 1. Januar 2022 in Kraft.
Mit 3-jähriger Verzögerung wurde das Bundesverfassungsgerichtsurteil zu 5- und 7-Punktfixierungen in das Gesetz aufgenommen. Diese freiheitsentziehenden Maßnahmen bedürfen der richterlichen Genehmigung, wenn die Fixierung länger als 30 Minuten dauert. Außerdem ist eine Eins-zu-eins-Betreuung (Sitzwache) durch therapeutisches oder pflegerisches Personal zu gewährleisten. Wird der Patient an weniger als Punkten fixiert, ist diese Verpflichtung nicht notwendig. Mehrere Richter sehen diese Ausnahmen nicht vom Bundesverfassungsgerichtsurteil abgedeckt. In ihren schriftlichen Stellungnahmen und öffentlichen Anhörungen haben sie diesen Gesetzesteil als verfassungswidrig dargestellt.